# Tanaka Junya (1983)
Junya Tanaka (sinh ngày 24 tháng 4 năm 1983) là một cầu thủ bóng đá người Nhật Bản.

## Sự nghiệp câu lạc bộ
Junya Tanaka đã từng chơi cho Vissel Kobe, JEF United Chiba, Sagan Tosu và Verspah Oita.